# Trattato di Rijswijk
Il trattato di Rijswijk /ˈrɛɪ̯sʋɛɪ̯k/ (dall'omonima cittadina olandese nei pressi dell'Aja), che fu siglato il 20 settembre 1697, pose fine alla guerra della Lega di Augusta (detta anche guerra della Grande Alleanza).
La guerra era iniziata con l'invasione del Palatinato da parte delle truppe francesi di Luigi XIV nel 1688, determinata da una pretesa di successione allodiale.
Contro Luigi XIV si erano schierati i membri della Lega di Augusta, un'alleanza stipulata fra l'imperatore Leopoldo I, la Svezia, la Spagna, la Baviera, gli stati dell'impero nella Franconia e nella zona oltre il fiume Reno. Nel maggio del 1689 dalla Lega nacque la Grande Alleanza: l'impero con le Province Unite, l'Inghilterra, la Spagna, il Ducato di Savoia e la Svezia.
La sigla del trattato avvenne in tempi diversi fra le varie potenze coinvolte:
20 settembre:
1. Francia - Inghilterra
2. Francia - Province Unite
3. Francia - Spagna

30 ottobre:
1. Francia - Sacro Romano Impero (Leopoldo I)

Il trattato segnò l'inizio del declino della potenza della macchina bellica di Luigi XIV. Nonostante i successi nella guerra di successione spagnola, la Francia era ormai un paese oppresso da una tassazione esasperata, mentre le capacità gestionali di Luigi si indebolivano sempre più.

## Fasi del trattato

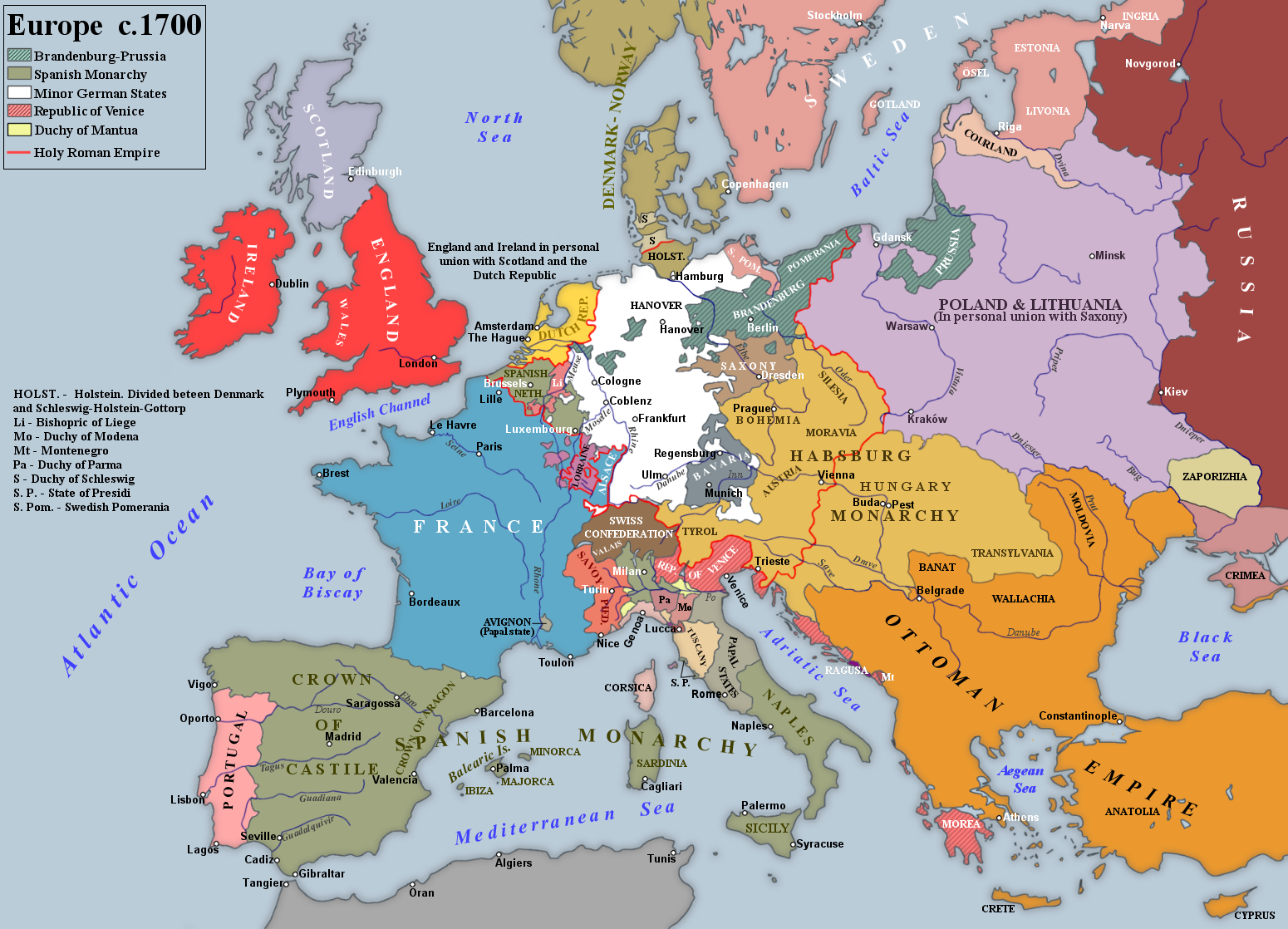
Mappa dell'Europa dopo il Trattato di Rijswijk.

In tutti gli accordi stipulati fra le singole entità belligeranti e la Francia attestarono che l'iniziativa della guerra era stata di quest'ultima e che con questo trattato le parti intendevano porre fine alla guerra stessa.

### Accordi del 20 settembre
- Tra Francia ed Inghilterra:
 restituzione delle precedenti conquiste territoriali; riconoscimento del diritto di Guglielmo III d'Inghilterra al relativo trono, da parte della Francia; promessa da parte di quest'ultima di non intraprendere azioni contro il suddetto regno.

- Tra Francia ed Olanda:
 rinuncia a tutte le vecchie e nuove pretese; gli olandesi installano delle guarnigioni a Namur e Ypres; restituzione alla Francia di Pondichéry nell'India orientale; conclusione di un accordo commerciale.

- Tra Francia e Spagna:
 restituzione delle conquiste con l'eccezione di alcuni territori sul confine catalano, che rimangono alla Francia; restituzione dei territori occupati dalla Francia in Catalogna (Barcellona, Gerona, Roses, Bellver), del Ducato di Lussemburgo e di tutte le altre conquiste nei Paesi Bassi spagnoli (ad es Courtrai/Kortrijk e Mons/Bergen); la Francia ottiene il definitivo riconoscimento del possesso della costa occidentale dell'isola Hispaniola (su cui viene istituita la colonia di Saint-Domingue); Dinant va al vescovo di Liegi; l'isola di Ponza passa al Ducato di Parma e Piacenza.

### Accordo del 30 ottobre
- Tra la Francia e l'imperatore Leopoldo I:
 restituzione di tutte le annessioni ed occupazioni da parte della Francia con la sola eccezione di quattro quinti dell'Alsazia: la Francia conserva Strasburgo, annessa nel 1681, ma cede in cambio Kehl, sulla riva destra del Reno e originariamente parte della città imperiale di Strasburgo, e le città di Friburgo in Brisgovia (in tedesco Freiburg im Breisgau, in francese Fribourg-en-Brisgau), Breisach am Rhein (in francese Vieux-Brisach) e Philippsburg (in francese Philippsbourg); inoltre, la Francia conserva le città della Decapoli e la Bassa Alsazia ma restituisce il Ducato di Lorena al Sacro Romano Impero; le disposizioni del trattato di Nimega del 1678 / 1679 riguardo ai rifornimenti ai territori già appartenenti all'Impero ed annessi dai francesi sono revocate: dopo le dichiarazioni preliminari devono essere resi possibili nel più breve tempo gli accessi ai medesimi; il vescovo di Strasburgo viene reinserito nella sua carica; rinuncia al vescovado di Colonia a favore del principe Giuseppe Clemente di Baviera; la definizione delle ulteriori procedure sulla successione del Palatinato viene demandata a Papa Innocenzo XII; Strasburgo diviene definitivamente francese; gli abitanti dei nuovi territori francesi che lo desiderano hanno un anno di tempo per emigrare; nessuna nuova barriera doganale sul Reno.

### La "Clausola di Rijswijk"
Il trattato di pace tra Francia e Sacro Romano Impero del 30 ottobre, conteneva all'articolo 4 la cosiddetta "Clausola di Rijswijk" che disciplinava la cessione di territori da parte della Francia in favore dell'Impero. Più precisamente si trattava di territori sulla riva destra del Reno, che la Francia restituiva all'Impero. In riferimento alle località sulla riva destra del Reno restituiti dalla Francia alla Germania, re Luigi XIV impose la condizione che nei medesimi la religione cattolica fosse mantenuta allo stato in cui si trovava precedentemente al trattato.
Fino all'abrogazione della clausola, avvenuta nel 1734 da parte dell'imperatore Carlo VI, la religione cattolica fu perciò imposta in queste terre.

### Origini ed effetti della clausola
La maggioranza della popolazione del Palatinato aveva aderito alla Riforma protestante, d'altro canto il signore del territorio, il principe elettore Giovanni Guglielmo era cattolico. Grazie a questa clausola da quel momento in avanti gli fu possibile sostenere ufficialmente la Chiesa cattolica ed appoggiarne parimenti le relative richieste ed esigenze.
Questo sostegno andò ben oltre il mantenimento dello stato di fatto previsto dalla clausola. Il 26 ottobre 1698 fu introdotto un Simultaneum generale, in base al quale i cattolici ottenevano un diritto contrattuale di utilizzare impianti e proprietà, quali chiese e cimiteri, che originariamente erano proprie solo delle comunità riformate. Per contro veniva vietato alle comunità riformate l'uso degli edifici di culto già propri dei cattolici.
Inoltre nel giugno dell'anno seguente fu istituita una Commissione statale per l'amministrazione dei beni ecclesiastici che revocava quella autonoma dedicata ai beni degli edifici di culto delle Chiese riformate.
Nel 1695 una conferenza dei Luterani ottenne un ammorbidimento delle norme, il che tuttavia portò all'antagonismo fra le Chiese riformate ed al conseguente indebolimento.
La Chiesa luterana si vide nuovamente riconosciuta l'autonoma amministrazione dei propri beni legati ai luoghi di culto ed inoltre ottenne l'indipendenza finanziaria dal consiglio delle Chiese. Questo Consiglio delle Chiese doveva rendere conto al principe del luogo Giovanni Guglielmo e dipendeva pure dalla sua benevolenza. Le altre Chiese riformate dovettero rimanere sottomesse allo stretto controllo del principe elettore.
Nel 1705 avvenne la risoluzione dei conflitti fra le chiese riformate e la cattolica grazie alla cosiddetta Dichiarazione Religiosa, che per iniziativa della Prussia giunse a conclusione. Il Simultaneum fu revocato. Tuttavia la Chiesa luterana dovette in contropartita rinunciare all'accordata concessione del 1695.